# Ante (bebida)
El ante es una bebida que se consumía en Lima, capital del Perú.

## Descripción
El ante es una bebida que se servía fresca, y se elaboraba a base de vino dulce, jarabe de azúcar, almendras, pasas, orejones, canela, rodajas de limón y fruta variada en trozos, mayormente se usaba manzana, melocotón, pera, cereza, tuna y piña. Es una bebida virreinal basada en la sangría española. Se denomina así porque denota preferencia ante otras bebidas.
El ante era una bebida bastante apreciada en la Lima virreinal y de principios de la época republicana. Los pregoneros,  en su mayoría afroperuanos, que la vendían en vasitos y la anunciaban al grito de «¡Ante con ante!», por lo que también se le conoce de esta manera.
El pintor Pancho Fierro muestra su existencia en acuarelas, mientras que el tradicionalista peruano Ricardo Palma también las menciona en sus Tradiciones Peruanas de 1883:

La una era indefectiblemente señalada por el vendedor de ante con ante, la arrocera y el alfajorero.
Ricardo Palma. Tradiciones Peruanas.